# La Verdad (periódico de Vigo)
La Verdad fue un periódico bisemanal publicado en Vigo en 1881.

## Historia y características
Apareció el 30 de marzo de 1881, con una periodicidad bisemanal, se publicaba los martes y viernes. Estaba dirigido por Ramón Pimentel Méndez y Federico Rodríguez Arosa y entre sus colaboradores figuraban Benito Crespo y Nazario Lence. Fue portavoz del republicanismo más extremo, que apoyaba la lucha del proletariado gallego. Se caracterizó por las duras polémicas con el Faro de Vigo. Cesó a su publicación a los cinco meses, publicándose unos cuarenta números.
En sus páginas comenzó el trabajo periodístico Ricardo Mella, quién fue denunciado por injurias por José Elduayen a raíz de un artículo publicado en sus páginas.